# 帕梅利亞森特 (紐約州)
帕梅利亞森特（英語：Pamelia Center）是位於美國紐約州傑佛遜縣的普查規定居民點。

## 人口
根據2020年美國人口普查的數據，帕梅利亞森特的面積為3.62平方千米，皆為陸地。當地共有人口471人，而人口密度為每平方千米130.11人。